# Polverigi
Polverigi es una comuna (municipio) italiana en la provincia de Ancona, en la región de Marche, situada a unos 15 km al suroeste de Ancona. A 31 de diciembre de 2004 tenía una población de 3.304 habitantes y una superficie de 24,6 km². La municipalidad de Polverigi contiene la subdivisión de Rustico. Polverigi limita con los siguientes municipios: Agugliano, Ancona, Jesi, Offagna, Osimo, Santa Maria Nuova.

## Evolución demográfica
| Gráfica de evolución demográfica de Polverigi entre 1861 y 2001 |
|                                                                 |
| Fuente ISTAT - elaboración gráfica de Wikipedia                 |

- Datos: Q124662
- Multimedia: Polverigi / Q124662

1. ↑  Worldpostalcodes.org, código postal n.º 60020.
2. ↑  «Codici Catastali». Comuni-italiani.it (en italiano). Consultado el 29 de abril de 2017.